# Philodendron roraimae
Philodendron roraimae är en kallaväxtart som beskrevs av Kurt Krause. Philodendron roraimae ingår i släktet Philodendron och familjen kallaväxter.

## Underarter
Arten delas in i följande underarter:
- P. r. aracamuniense
- P. r. roraimae